# Division No 7 (Alberta)
Pour les articles homonymes, voir Division No 7.

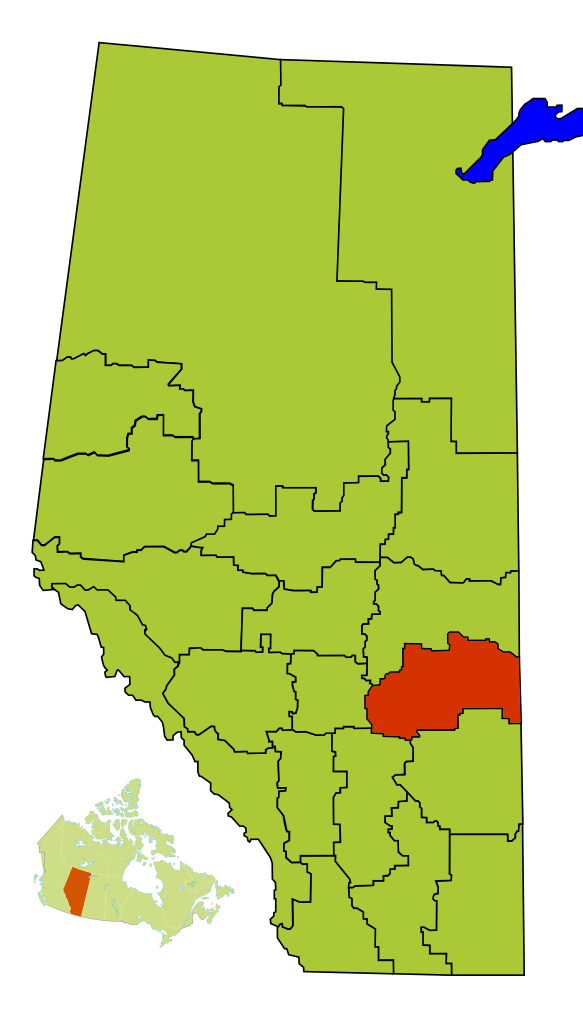
Carte de la division n°7 de l'Alberta, Canada.

La Division No  7 est une division de recensement de 40 232 habitants en 2011, située dans la province d'Alberta, au Canada.